# Guarranga
La guarranga es un juego de naipes, para cuatro jugadores, que se juega por parejas, con la baraja española de cuarenta cartas.
Se juega en Molina de Aragón, provincia de Guadalajara. Su origen no está claro. Tiene una clara relación con el juego de cartas Tressette que es muy común en Italia, sobre todo en Nápoles, pero se desconoce cuál es el original. En España era un juego muy extendido hasta finales del primer cuarto del siglo XX, pero con el nombre de Los Tres Sietes. Este juego de Los Tres Sietes se juega actualmente en Ollería, provincia de Valencia. Una derivación del mismo juego es el denominado Los Treses que se juega en Abengibre, provincia de Albacete. Sobre este juego de Los Tres Sietes existe una publicación facsímil de 1838, en Madrid.
.

## Características
Se suele jugar al mejor de tres Cotos. Gana un Coto la pareja 	que gana tres Partidas. La Partida se gana cuando se alcanzan veintiún Tantos. Cada Partida se compone de uno o varios Juegos y cada Juego consta de diez bazas. Las cartas se reparten tapadas, siempre de cinco en cinco, en sentido inverso a las agujas del reloj.
Reparte las cartas del primer Juego el jugador más joven de los cuatro; en los Juegos siguientes repartirá las cartas el jugador situado a la derecha del que repartió en el Juego anterior.
En la primera jugada, una vez repartidas las cuarenta cartas, comienza saliendo, con la carta que le convenga, el jugador que lleva el cuatro de Espadas. 
Los jugadores, en su turno de cada Baza, deberán asistir con una carta del mismo palo, salvo que fallen al palo iniciado, sin que sea obligatorio subir a la carta del jugador anterior. El jugador ganador de una Baza será quien inicie la Baza siguiente.
La última Baza de cada Juego se conoce como “El Monte”.

## Valor de las cartas
El orden jerárquico de las cartas que determina el jugador que gana cada Baza es el siguiente:
1º El Tres, 2º El Dos, 3º El As, 4º El Rey, 5º El Caballo, 6º La Sota, 7º El Siete, y así sucesivamente, hasta el Cuatro que es la carta más baja.

## Los Cantes
En cada Juego los jugadores, en su turno de la primera Baza, pueden cantar si llevan alguna de las combinaciones de cartas siguientes:
- Guarranga en Oros, Copas, Espadas, o Bastos, si se llevan El Tres, El dos y El As del mismo palo. La Guarranga vale tres Tantos.
- Llevar cuatro Treses, o cuatro Doses, o cuatro Ases. Vale cuatro Tantos.
- Llevar tres Treses, o tres Doses, o tres Ases. Vale tres Tantos.

Un mismo jugador puede Cantar varias de estas posibilidades, si fuera el caso, pero siempre debe hacerlo en su primer turno de cada Juego. Si al jugador se le pasa el turno sin cantar ya no puede ni debe hacerlo, y si lo hiciera fuera de su turno incurriría en renuncio y perdería la Partida en curso.

## Piedras y Tantos
Una vez finalizado cada Juego se procede a contar las piedras que ha ganado cada pareja, con el criterio siguiente:
- Valen 3 Piedras los Ases y “El Monte”.
- Valen una Piedra los Treses, Doses, Reyes, Caballos y Sotas
- El resto de cartas no tienen valor en Piedras.

Una vez contadas las Piedras que cada pareja ha obtenido en la Baza, se obtiene el número de Tantos de cada pareja dividiendo por tres el número de Piedras y tomando el cociente entero.
Los Tantos obtenidos con los cantes se suman a los obtenidos con las Bazas de las cartas.
El valor en Piedras de toda la baraja es de 32, con las tres piedras del “Monte” suman 35; por tanto, en cada Juego, se pueden ganar 11 Tantos como máximo, sin contar los correspondientes a los cantes.
Cuando las dos parejas están igualadas a Tantos se dice que están “A Tallo”.
Cuando una pareja gana los once Tantos de un Juego, sin contar los de cante, se dice que ha dado “Capote” a la pareja contraria y se apunta la Partida como si hubiera alcanzado los 21 Tantos.
La Partida se gana cuando una pareja alcanza los 21 Tantos o cuando da Capote a la pareja contraria.

## Las Llamadas
Las Llamadas son un recurso que dispone cada jugador para indicar al compañero cuál es su palo fuerte. 
Al tratarse de un Juego de arrastre, donde es necesario seguir el palo que se ha iniciado la Baza, si un jugador falla al palo iniciado, hace una Llamada según el palo de la carta que tira. Con Oros el jugador se llama a Copas, con Copas se llama a Espadas, con Espadas a Bastos y con Bastos a Oros. Puede ocurrir que una Baza se esté jugando a Copas, por ejemplo, y el jugador que falla tire un Oro, en cuyo caso la Llamada no sería a Copas sino al palo siguiente; es decir, a Espadas.

## Estrategias generales
Con las excepciones que la experiencia enseñará, algunas de las recomendaciones para hacer el mayor número de tantos en cada Juego pueden ser las siguientes:
- En cada Juego, cuando nos toque el turno debemos salir al palo más largo
- Intentar no iniciar la Baza al palo al que se han llamado los contrarios
- Si se llevan el Dos, el As, el Rey, y alguna carta más del mismo palo, salir del As para que salga el Tres y poder hacernos después varias Bazas seguidas
- Desmentir la Llamada. Si un jugador se ha llamado a un palo, pero no le interesa que el compañero nos venga de ese palo, debe desmentir la Llamada echando alguna carta importante de ese palo